# Улица Иерикю
Улица Ие́рикю (латыш. Ieriķu iela) — улица в Видземском предместье города Риги. Начинается от Земитанского моста, где является продолжением улицы Александра Чака, и заканчивается пересечением с улицей Бикерниеку. На всём протяжении имеет асфальтовое покрытие, общая длина улицы составляет 2362 метра.
Название улицы происходит от населённого пункта и железнодорожной станции Иерики, расположенной на той же линии, что и станция Земитаны, от которой начинается улица Иерикю. Переименований улицы не было.
Улица Иерикю застроена зданиями различной этажности (1—9 этажей), разного времени постройки (многоэтажная застройка относится к 1960—1970-м годам). По улице Иерикю проходит граница городских районов Пурвциемс и Тейка. К началу улицы с севера прилегает бывшая территория завода «VEF», ныне частично занятая торговым центром «Domina Shopping».

## История
Улица Иерикю появилась в первой половине 1930-х годов на территории жилищного кооператива «Savs stūrītis» (латыш. «Свой уголок») и первоначально пролегала от станции Земитаны до улицы Унияс. Название присвоено 30 ноября 1934 года. Переименований улицы не было. В 1939 году была продлена до улицы Кегума. После строительства путепровода над станцией Земитаны (1985), старейший участок улицы был расширен. С этого времени лица Иерикю вошла в число важнейших городских магистралей, соединяющих центр города с периферией.

## Прилегающие улицы
Улица Иерикю пересекается со следующими улицами:
- Улица Браслас
- Улица Дзелзавас
- Улица Старкю
- Густава Земгала гатве
- Улица Кастранес
- Улица Унияс
- Улица Вайдавас
- Улица Рубеню
- Улица Буртниеку
- Улица Лаймдотас
- Улица Айнавас
- Улица Кегума
- Улица Стирну
- Улица Свекю
- Улица Лиелвардес
- Улица Бикерниеку

## Общественный транспорт
На участке от перекрёстка с улицей Унияс до Земитанского моста (в одном направлении — в сторону центра) курсирует несколько маршрутов автобусов и троллейбусов. При движении в противоположном направлении общественный транспорт с путепровода направляется на улицу Дзелзавас.